# Архиепархия Сарагосы

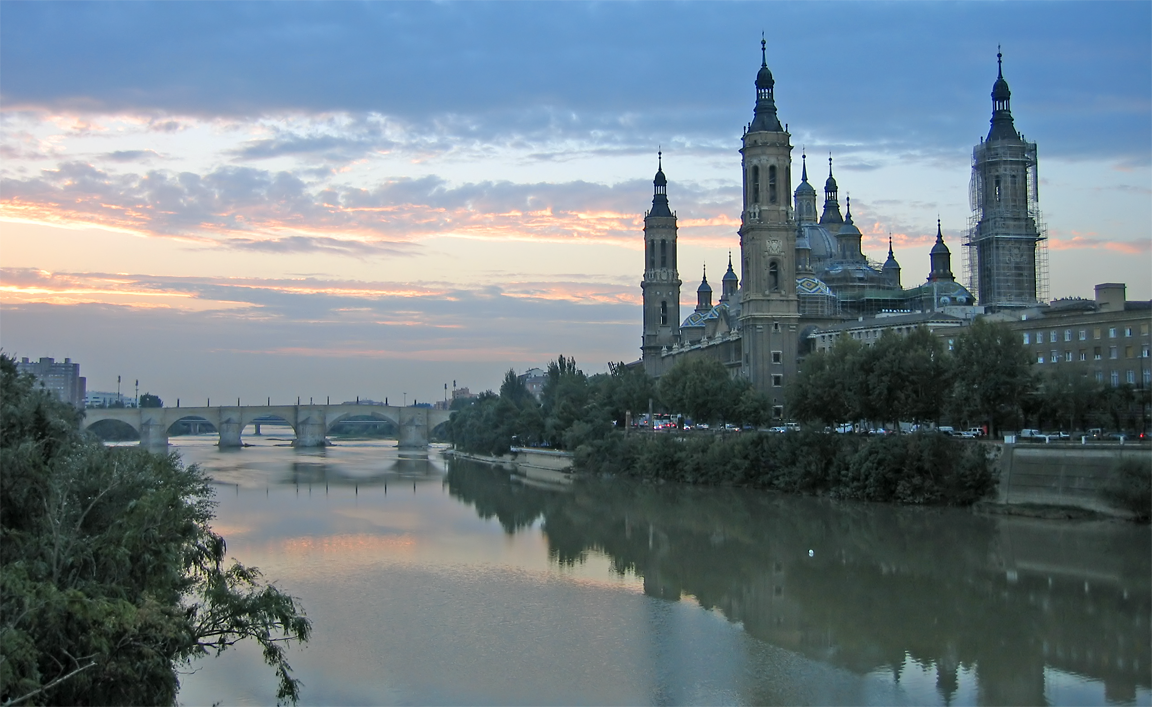
Базилика Богоматери Пиларской, Сарагоса

Архиепархия Сарагосы (лат. Archidioecesis Caesaraugustana, исп. Archidiócesis de Zaragoza) — архиепархия-митрополия Римско-католической церкви в Испании. В настоящее время кафедру архиепархии занимает архиепископ Висенте Хименес Самора. Почётные архиепископы: Элиас Йанес Альварес, Мануэль Уренья-Пастор.
Клир епархии включает 676 священника (388 епархиального и 288 монашествующих священников), 386 монахов, 1 577 монахинь.
Адрес епархии: Plaza de La Seo 5, 50001 Zaragoza, España. Телефон:976 394800. Факс: 976 292780.

## Территория
В юрисдикцию епархии входят 275 приходов в провинциях Сарагоса и Теруэль в Арагоне, в Испании.
Все приходы объединены в 6 деканатов и 25 архипресвитерств.
Кафедра архиепископа-митрополита находится в городе Сарагоса в церкви Христа Спасителя и в кафедральной базилике Богоматери Пиларской.
В состав митрополии (церковной провинции) Сарагосы входят:
- Архиепархия Сарагосы;
  - Епархия Барбастро-Монсона;
  - Епархия Тарасоны;
  - Епархия Теруэля и Альбаррасина;
  - Епархия Уэски.

## История
Кафедра Сарагосы является одной из древнейших в Испании. По преданию, её основал святой апостол Иаков, а первыми епископами Сарагосы были его ученики, святые Афанасий и Феодор. С историей епархии тесно связана история Столбового образа Божией Матери (Нуэстра Сеньора дель Пилар).
В 256 году Феликс, епископ Цезарьавгустанский (Сарагосский) выступил в защиту ортодоксии против Василида, епископа Асторги, и Марцелла, епископа Мериды.
Святой епископ Валерий, участник поместного собора в Эльвире, занимал кафедру Сарагосы с 290 по 315 год. Вместе со своим учеником, диаконом святым Викентием, принял мученическую смерть во время гонений на христиан при Дакиане. Святого Викентия привели в Валенсию, где подвергли длительным и жестоким пыткам. Святой Валерий был сослан в место, называемое Энет, недалеко от Барбастро, где вскоре скончался. Мощи его были перенесены сначала в Рода-де-Исабена, но рука и глава были возвращены в Сарагосу после освобождения города из-под владычества мусульман.
В Сарагосе также почитаются многочисленные мученики и святая Энграция. Всё тот же правитель Дакиан, чтобы выявить и уничтожить христиан Сарагосы, обещал им свободу вероисповедания при условии, что все они выйдут из города в определённое время и соберутся у городских врат. Все пришедшие были убиты мечом, а тела их сожжены. Пепел жертв был смешан с пеплом преступников, чтобы оставшиеся в живых христиане не могли почтить их. Но дождь отделил пепел мучеников, смыв пепел преступников. Христиане похоронили этот пепел в крипте церкви Святой Энграции.
В 380 году при епископе Валерии II состоялся I Сарагосский собор, на котором была осуждена ересь присциллианизма.
В 542 году, чтобы снять осаду города франками, жители Сарагосы передали им часть мощей святого Викентия.
При епископе Максиме (592—619), участнике поместных соборов в Барселоне и Эгаре, в 592 году прошёл II Сарагосский собор против ереси арианства.
Во время правления вестготов кафедру Сарагосы занимали два прославленных епископа: святой Браулий (631—651), участник IV, V и VI Толедских соборов, и Тайо (651—664), известный церковный писатель, обнаруживший в Риме третью часть «Нравоучений» святого Папы Григория I Великого.
III Сарагосский собор состоялся в 691 году при епископе Валедере. На этом соборе был принят канон, согласно которому овдовевшие раз женщины должны были удаляться в монастырь для обеспечения собственной безопасности и соблюдения приличий.
Во время исламской оккупации Сарагосы христиане продолжали жить в городе, где действовали церкви Божией Матери Пиларской и Святой Энграции. Собор был превращён оккупантами в мечеть. Епископ Сеньор в 890 году был изгнан мусульманами и бежал в Овьедо. Епископ Патерн был послан королём Санчо III Наваррским в Клюни, чтобы после ввести клюнийскую реформу в Испании, в монастырях Сан-Хуан-де-ла-Пенья и Сан-Сальвадор-де-Лейре, а затем был назначен епископом Сарагосы (1040—1077).
Король Альфонсо I Арагонский отвоевал город у мусульман 18 декабря 1118 года и назначил епископом Сарагосы Педро де Либрана, чья кандидатура получила подтверждение от Папы Геласия II. Вначале статус собора был закреплён за церковью Божией Матери Пиларской. 6 января 1119 года епископ Педро де Либрана преобразовал бывшую великую мечеть города в церковь Христа Спасителя, в которую перенёс епископскую кафедру. Это положило начало споров в 1135 году между канониками обеих церквей за право именоваться собором.
В 1318 году кафедра Сарагосы, до того времени бывшая епископством-суффраганством архиепархии Таррагоны, получила статус архиепархии-митрополии буллой Romanus Pontifex Папы Иоанна XXII от 18 июля 1318 года. Вначале мирополия Сарагосы включала 7 епископств-суффраганств.
В конфликте, который последовал за смертью короля Мартина I Арагонского, архиепископ Гарсия Фернандес де Эредиа (1383—1411) был убит Антонио де Луна, сторонником Хайме II, графа Урхеля.
С 1458 по 1577 год кафедру Сарагосы занимали архиереи из правящей династии: Хуан Арагонский, внебрачный сын короля Хуана II Арагонского (с 1458 по 1475), Алонсо Арагонский, внебрачный сын Фердинанда II Арагонского (с 1478 по 1520), Хуан Арагонский (с 1520 по 1530), Эрнандо Арагонский (с 1539 по 1577).
15 сентября 1485 года Педро Арбуэс, каноник собора в Сарагосе и великий инквизитор Арагона, подвергся нападению и был убит в соборе, вероятно, новокрещёнными. В ответ на его убийство сотни новокрещённых были арестованы, были расстреляны от ста до двухсот человек, в том числе убийцы. Педро Арбуэс был причислен к лику блаженных и канонизирован.
31 июля 1577 года архиепархия передала часть своей территории новой епархии Теруэля (ныне епархия Теруэля и Альбаррасина).
В Сарагосе находились две семинарии: одна, во имя святых Валерия и Браулия, основанная архиепископом Агустином де Лесо и Паломеке в 1788 году, разрушенная взрывом и перестроенная в 1824 году архиепископом Бернардом Франсесом Кабальеро; другая, во имя святого Карла Борромео, бывшая некогда коллегией иезуитов, преобразованная в семинарию решением короля Карла III.
В XIX веке территория архиепархии Сарагосы серьёзно пострадала во время войны за независимость и карлистской войны.
Границы архиепархии были изменены в последний раз в 1955 году, когда церковь Святой Энграции, находившаяся в центре Сарагосы и принадлежавшая епархии Уэски, была передана архиепархии Сарагосы.
1 сентября 2006 года было утверждено новое административное деление архиепархии Сарагосы на 25 архипресвитерств и 6 деканатов.

## Ординарии епархии
- святой Афанасий (I век);
- святой Феодор (I век);
- святой Эпиктет (II/III век);
- Феликс (254);
- Валерий I (277);
- святой Валерий II (290—315)
- Климент (326)
- Каст (346)
- Валерий III (380)
- Викентий I (516)
- Элевтерий (VI век);
- Иоанн I (540—546);
- Викентий II (VI век);
- Симплиций (589—592);
- Максим (592—619);
- Иоанн II (620—631);
- святой Браулий (631—651);
- Тайо (651—664);
- Вальдеред (683—701);
- Сениор (839—863);
- Элека (864—902);
- Иоанн (971);
- Патерн (1040—1077);
- Юлиан (1077—1110);
- Викентий III (1111);
- Педро (1112);
- Бернардо (1113—1114);
- Педро де Либрана (1119—1128);
- Эстебан (1128—1130);
- Гарсия Уррея де Махонес (1130—1136);
- Гильермо (1137—1138);
- Бернардо Хименес (1139—1152);
- Педро де Торроха (1153 — 08.03.1184);
- Рамон Кастильясуэло (1184—1199);
- Родриго де Рокаберти (1200);
- Рамон де Кастросоль (1201—1216);
- Санчо де Аонес (1216 — 11.09.1236);
- Бернардо де Монтеагудо (1236 — 08.03.1239);
- Висенте Сола (1239 — 15.02.1244);
- Родриго де Аонес (1244 — 02.02.1248);
- Арнальдо (Арнау) де Перальта (25.08.1248 — 1271);
- Санчо де Перальта (1271—1272);
- Педро Гарсес де Хануас (1272—1280);
- Фортун де Бергуа (1282—1289);
- Уго де Матаплана (14.05.1289 — 1296);
- Химено Мартинес де Луна (05.07.1296 — 26.03.1317) — назначен архиепископом Таррагоны;
- Педро Лопес де Луна (26.03.1317 — 22.02.1345);
- Педро Аснар де Рода (01.03.1345 — 1347);
- Пьер де Жюжье де ла Монтр (02.03.1345 — 10.01.1347) — назначен архиепископом Нарбонны;
- Гильом д'Эгрефёй Старший (19.01.1347 — 10.12.1350);
- Лопе Фернандес де Луна (28.09.1351 — 1380) — назначен латинским патриархом Иерусалима;
- Гарсия Фернандес де Эредия (13.10.1383 — 01.07.1411);
- Франсиско Перес Клементе (13.11.1415 — 07.06.1419) — назначен латинским патриархом Иерусалима;
- Алонсо де Аргуэльо (07.06.1419 — 1429);
- Франсиско Перес Клементе (04.11.1429 — 1430) — вторично;
- Дальмау де Мур (18.06.1431 — 12.09.1456);
- Хуан Арагонский (30.06.1458 — 19.11.1475);
- кардинал Аусьяс Деспуйг (15.12.1475 — 1478);
- Алонсо Арагонский (14.08.1478 — 24.02.1520);
- Хуан II Арагонский (28.03.1520 — 25.11.1530);
- Фадрике де Португаль Норенья (23.02.1532 — 15.01.1539);
- Эрнандо Арагонский (21.05.1539 — 29.01.1577);
- Бернардо Альварадо де Фреснеда (14.10.1577 — 22.12.1577);
- Андрес Сантос де Сампредо (27.04.1579 — 13.11.1585);
- Андрес Кабрера-Бобадилья (13.10.1586 — 25.08.1592);
- Алонсо Грегорио (10.03.1593 — 27.10.1602);
- Томас де Борха и Кастро (30.04.1603 — 07.09.1610);
- Педро Манрике (08.04.1611 — 07.06.1615);
- Педро Гонсалес де Мендоса (08.02.1616 — 02.10.1623) — назначен епископом Сигуэнсы;
- Хуан Мартинес де Перлата (29.01.1624 — 05.10.1629);
- Мартин Террер Валенсуэла (22.04.1630 — 28.11.1631);
- Хуан Гусман (06.06.1633 — 01.03.1634);
- Педро Апаоласа Рамирес (08.01.1635 — 21.06.1643);
- Хуан Себриан Педро (18.04.1644 — 27.12.1662);
- Франсиско де Гамбоа (02.07.1663 — 22.05.1674);
- Франсиско де Лара (01.03.1674 — 23.10.1675) — избранный епископ;
- Диего де Кастрильо (16.11.1676 — 09.06.1686);
- Антонио Ибаньес де ла Рива Эррера (28.04.1687 — 03.09.1710);
- Мануэль Перес Арасьель и Рада (13.06.1714 — 27.09.1726);
- Томас Креспо Агуэро (17.03.1727 — 03.03.1742);
- Франсиско Игнасио Аноя Бусто (24.09.1742 — 22.02.1746);
- Луис Гарсия Маньеро (26.11.1764 — 20.07.1767);
- Хуан Саэнс де Бурурага (25.01.1768 — 14.05.1777);
- Бернардо Веральде-Веральде (01.03.1779 — 12.06.1782);
- Агустин Лесо Паломеке (15.12.1783 — 10.02.1796);
- Хоакин Компани-Солер (18.12.1797 — 11.08.1800) — назначен архиепископом Валенсии;
- Рамон Хосе Арсе (20.07.1801 — 15.07.1816);
- Мануэль Висенте Мартинес-Хименес (22.07.1816 — 09.02.1823);
- Бернардо Франсес Кабальеро (27.09.1824 — 13.12.1843);
  - Sede vacante (1843—1847);
- Мануэль Мария Гомес де лас Ривас (17.12.1847 — 17.06.1858);
- кардинал Мануэль Гарсия-и-Хиль (23.12.1858 — 28.04.1881);
- кардинал Франсиско де Паула Бенавидес-и-Наваррете (13.05.1881 — 30.03.1895);
- Висенте Альда и Санчо (02.12.1895 — 16.02.1901);
- кардинал Антонио Мария Каскахарес-и-Асара (18.04.1901 — 27.07.1901);
- кардинал Хуан Сольдевилья-и-Ромеро (16.12.1901 — 04.06.1923);
- Ригоберто Доменеч и Вальс (16.12.1924 — 30.05.1955);
- Касимиро Морсильо Гонсалес (21.09.1955 — 27.03.1964) — назначен архиепископом Мадрида;
- Педро Кантеро Куадрадо (20.05.1964 — 03.06.1977);
- Элиас Йанес Альварес (03.06.1977 — 02.04.2005);
- Мануэль Уренья-Пастор (2.04.2005 — 12.11.2014);
- Висенте Хименес Самора (12.12.2014 — 6.10.2020, в отставке);
- Карлос Мануэль Эскрибано Субиас (6.10.2020 — по настоящее время).

## Статистика
На конец 2017 года из 910 176 человек, проживающих на территории епархии, католиками являлись 876 176 человек, что соответствует 96,3 % от общего числа населения епархии
| год  | население | население | население | священники | священники        | священники         | священники                           | постоянные диаконы | монахи  | монахи  | приходы |
| год  | католики  | всего     | %         | всего      | белое духовенство | черное духовенство | число католиков на одного священника | постоянные диаконы | мужчины | женщины | приходы |
| ---- | --------- | --------- | --------- | ---------- | ----------------- | ------------------ | ------------------------------------ | ------------------ | ------- | ------- | ------- |
| 1950 | 570.000   | 570.000   | 100,0     | 679        | 418               | 261                | 839                                  |                    | 624     | 1.327   | 371     |
| 1969 | 615.228   | 616.428   | 99,8      | 797        | 437               | 360                | 771                                  |                    | 552     | 2.344   | 183     |
| 1980 | 847.512   | 864.427   | 98,0      | 841        | 466               | 375                | 1.007                                |                    | 649     | 2.020   | 276     |
| 1990 | 766.000   | 785.000   | 97,6      | 802        | 454               | 348                | 955                                  |                    | 628     | 2.199   | 278     |
| 1999 | 770.000   | 794.000   | 97,0      | 711        | 405               | 306                | 1.082                                |                    | 527     | 1.973   | 274     |
| 2000 | 770.000   | 794.000   | 97,0      | 701        | 409               | 292                | 1.098                                |                    | 498     | 1.973   | 275     |
| 2001 | 770.000   | 794.000   | 97,0      | 704        | 420               | 284                | 1.093                                |                    | 491     | 1.973   | 274     |
| 2002 | 770.000   | 794.000   | 97,0      | 698        | 418               | 280                | 1.103                                |                    | 495     | 1.844   | 274     |
| 2003 | 770.000   | 794.000   | 97,0      | 718        | 419               | 299                | 1.072                                |                    | 516     | 1.844   | 275     |
| 2004 | 770.000   | 794.000   | 97,0      | 703        | 414               | 289                | 1.095                                |                    | 507     | 1.844   | 272     |
| 2010 | 873.040   | 917.040   | 95,2      | 676        | 388               | 288                | 1.291                                |                    | 386     | 1.577   | 275     |
| 2017 | 876.176   | 910.176   | 96,3      | 544        | 344               | 200                | 1.610                                |                    | 308     | 1.335   | 277     |